# カドカワ・サウンドシネマ
カドカワ・サウンドシネマはJFN35局ネットで放送されていたラジオ番組。2001年4月1日（10日深夜）に放送開始し、火曜から金曜日4:52 - 5:00（月 - 木曜深夜）にラジオドラマが放送されていた。2003年8月22日放送終了。

## 放送されたラジオドラマ
すべて暦日で書いているので注意のこと。のちにドラマCDとなっている
- 第1弾（2001年4月11日-6月30日まで放送）
  - 「山田太郎ものがたり」
- 第2弾（2001年7月4日-9月1日まで放送）
  - 「トラブルシューター・シュリフスターズSS」
- 第3弾（2001年9月5日-11月3日まで放送）
  - 「低俗霊DAYDREAM 」
- 第4弾（2001年11月7日-2002年1月5日まで放送）
  - 「トリニティ・ブラッド　Rage Against the Moons」
- 第5弾（2002年1月9日-3月29日まで放送）
  - 「成恵の世界」
- 第6弾（2002年4月3日-6月1日まで放送）
  - 「トリニティ・ブラッド　Rage Against the Moons II」
- 第7弾（2002年6月5日-8月3日まで放送）
  - 「成恵の世界スペシャル」
- 第8弾（2002年8月7日-10月5日まで放送）
  - 「ローゼンクロイツ」
- 第9弾（2002年10月9日-12月7日まで放送）
  - 「ランブルフィッシュ」
- （再放送）（2002年12月11日-2003年2月8日まで放送）
  - 「成恵の世界」（※TVアニメ化記念による再編集版）
- 第10弾（2003年2月12日-4月15日まで放送）
  - 「少年☆周波数－王様の棋譜－」
- 第11弾（2003年4月19日-6月21日まで放送）
  - 「ローゼンクロイツ アルビオンの騎士」
- 第12弾 （2003年6月25日-8月23日まで放送）
- 「トリニティ・ブラッド　Rage Against the Moons III」